# 普拉西-蒙泰居
普拉西-蒙泰居（法語：Placy-Montaigu，法語發音：[plasi mɔ̃tɛɡy]）是法国芒什省的一个旧市镇，属于圣洛区。普拉西-蒙泰居于1834年由原市镇普拉西（Placy）和蒙泰居（Montaigu）合并而成。2017年，普拉西-蒙泰居和相邻的圣阿芒合并为新市镇圣阿芒维拉日。

## 地理
普拉西-蒙泰居（49°1'49"N, 0°54'21"W）面积8.99 平方千米，位于法国诺曼底大区芒什省，该省份为法国西北部沿海省份，西、北、东北三面环大西洋，东起顺时针与卡爾瓦多斯省、奧恩省、马耶讷省和伊勒-维莱讷省接壤。
与普拉西-蒙泰居接壤的市镇（或旧市镇、城区）包括：当皮埃尔、圣马丹德伯萨斯、圣旺德伯萨斯、吉尔贝维尔、勒佩龙、圣阿芒。
普拉西-蒙泰居的时区为UTC+01:00、UTC+02:00（夏令时）。

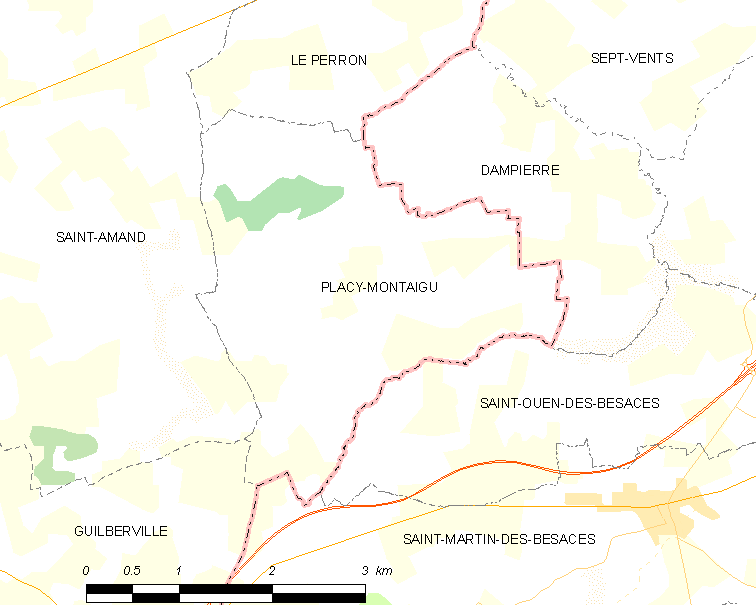
普拉西-蒙泰居的OSM定位图

## 行政
普拉西-蒙泰居的邮政编码为50160，INSEE市镇编码为50404。

## 政治
普拉西-蒙泰居所属的省级选区为维尔河畔孔代县。

## 人口

1962-2008年间普拉西-蒙泰居人口变化图示

普拉西-蒙泰居于2018年1月1日时的人口数量为234人。